# Přírodní park Soběnovská vrchovina
Přírodní park Soběnovská vrchovina byl zřízen Okresním úřadem Český Krumlov ke Dni Země 1995 a potvrzen nařízením Jihočeského kraje ze dne 6. dubna 2004.

## Vymezení parku
Hranice parku prochází obcemi a osadami Blansko u Kaplice, Hradiště, Ličov, Dluhoště, Kamenice, Klení, Hamr, Besednice a Soběnov. Má rozlohu 40,7 km².

## Geomorfologie
Jak napovídá název, významnou dominantou území přírodního parku je Soběnovská vrchovina (lidově zvaná Slepičí hory) s vrcholy Kohout (871 m), Vysoký kámen (869 m) (Slepice) a Besednická hora (753 m).

## Předmět ochrany
Přírodní a estetická hodnota území je dána především rozsáhlými lesy se zbytky přirozených porostů, suťovými a skalními útvary, kaňonem řeky Černé s vodními díly (přehradami, elektrárnami a zařízeními pro voroplavbu) z meziválečného období nebo ještě staršími a pestrostí biotopů lesů, květnatých luk a přechodných stanovišť. Na území přírodního parku lze umísťovat a povolovat nové stavby, těžit nerosty, provádět pozemkové úpravy, měnit kultury pozemků, zalesňovat pozemky o rozloze nad 0,5 hektaru, upravovat vodní toky a nádrže, provádět skládku odpadů a zahraboviště, pořádat motoristické soutěže, hromadné sportovní, turistické, rekreační a společenské akce v krajině mimo zastavěné části obcí a aplikovat letecky chemické prostředky jen s předchozím souhlasem orgánu ochrany přírody.

### Přírodní památky a rezervace
Na území přírodního parku se nachází jedna přírodní památka a dvě přírodní rezervace:
- Besednické vltavíny
- Ševcova hora
- Vysoký kámen